# Accademia Raffaello
L'Accademia Raffaello è una accademia della città di Urbino, che ha il compito di conservare e promuovere la tradizione raffaellesca.

## Storia
Nacque nel 1869 ad opera del conte urbinate Pompeo Gherardi; fu insignita del titolo di Regia dal re Vittorio Emanuele II il 23 gennaio 1872. L'anno successivo l'Accademia riuscì ad acquistare la Casa-Natale di Raffaello Sanzio, grazie all'aiuto di privati cittadini italiani ed esteri e alla consistente donazione del nobile inglese Morris Moore. A seguito di questo acquisto, l'Accademia designò questa casa come propria sede, lasciando l'appartamento del duca al primo piano del Palazzo Ducale. Nel 1897, grazie a questa istituzione, venne realizzato il monumento a Raffaello, opera dello scultore Luigi Belli. Ogni anno commemora la nascita di Raffaello, il 28 marzo, alla presenza degli accademici e con la relazione di un oratore illustre.

## Finalità
L'Accademia ha come scopo la ricerca e la divulgazione in merito alla vita e alle opere di Raffaello e degl'altri uomini illustri e benemeriti urbinati, oltre all'impegno nella ricerca sulla storia cittadina.

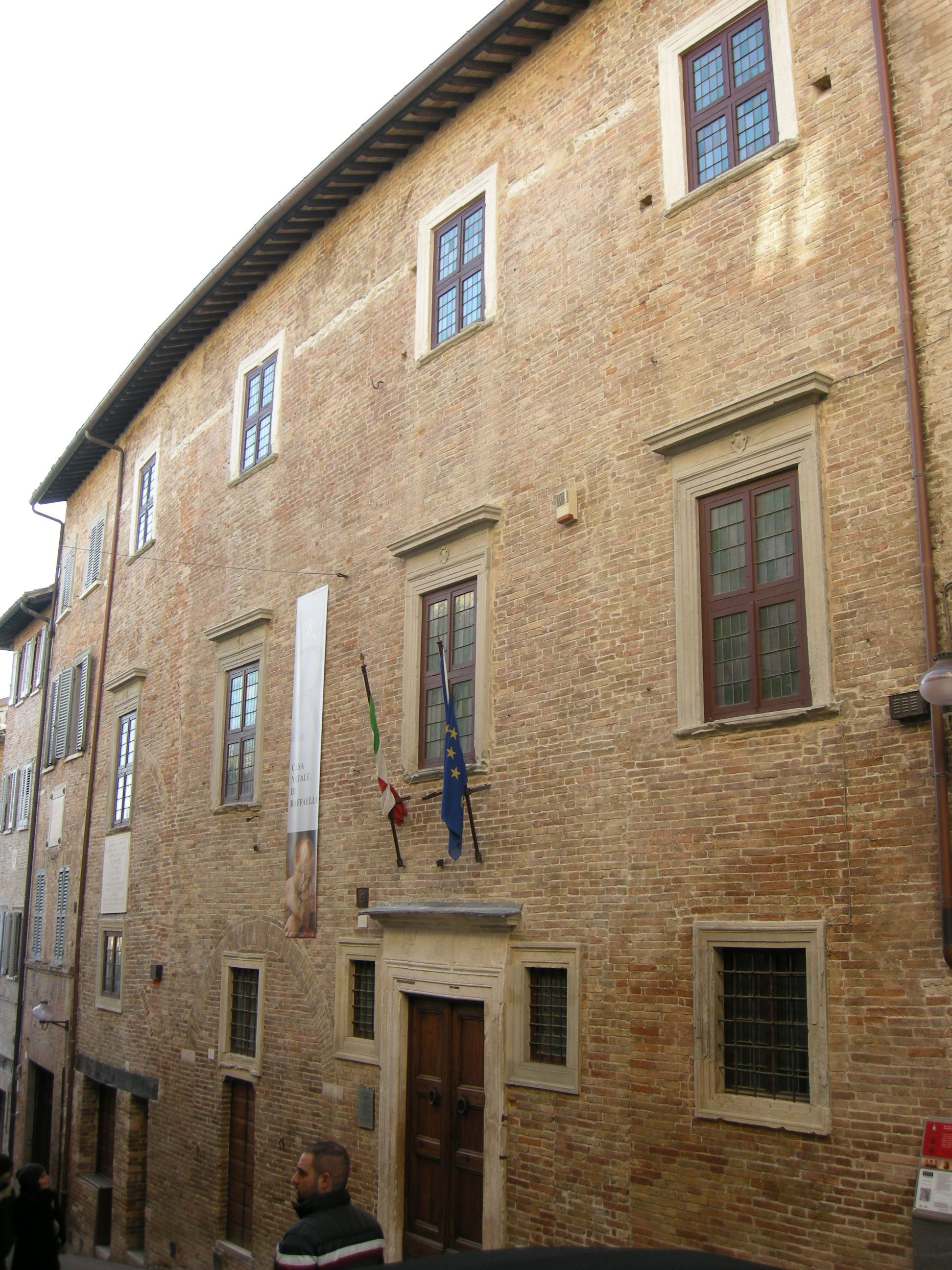
la Casa natale di Raffaello

L'istituzione ha dà sempre pubblicato le sue ricerche su una propria rivista, che inizialmente si chiamava "Urbinum", poi "Raphael" e infine l'attuale "Collana di Studi e Testi". Oltre a questa rivista, l'Accademia divulga le proprie conoscenze sia mediante pubblicazioni pregiate, realizzate in proprio o in collaborazione con altri enti, sia tramite conferenze, letture pubbliche, concorsi, premi e borse di studio.
Inoltre nell'antica bottega di Giovanni Santi, al pianterreno della Casa di Raffaello, si svolgono temporanee esposizioni artistiche; tra queste figura l'unica mostra italiana di acquerelli dell'allora principe Carlo d'Inghilterra, nel 1990.

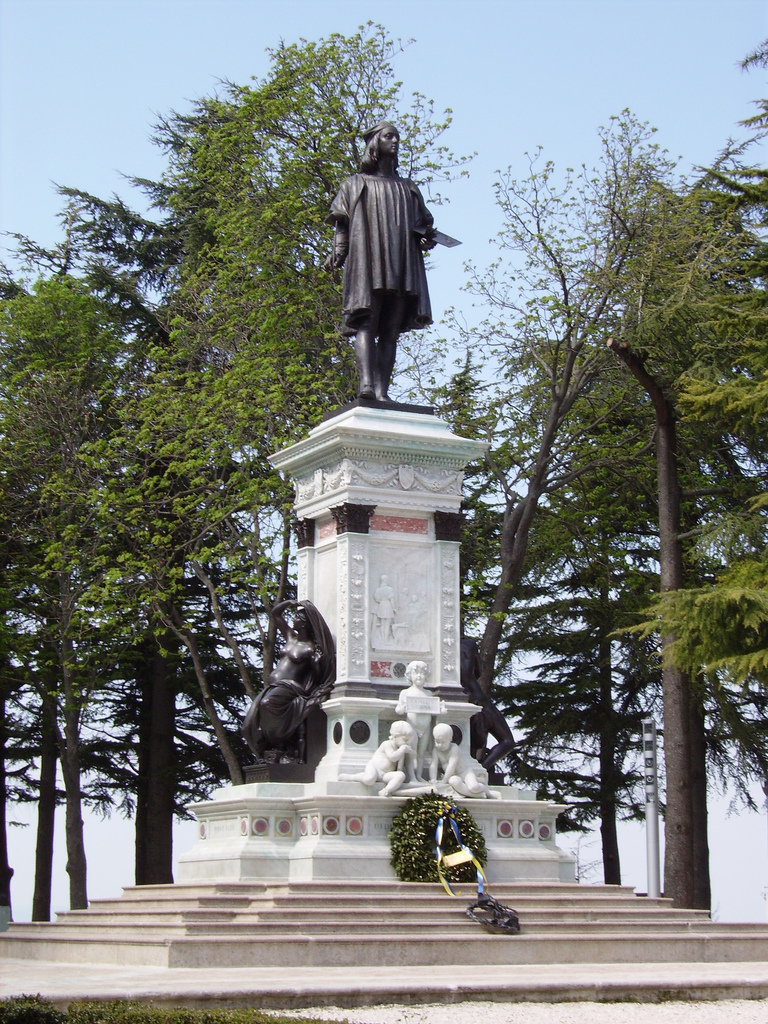
Monumento a Raffaello

Tra le iniziative promosse dall'Accademia, vi sono i Corsi Estivi Internazionali di Incisione e l'apertura di laboratori di Ceramica e Restauro del Libro.
Mentre nell'attuale sede dell'Accademia, a palazzo Viviani, è ospitata una ricca biblioteca.

## Biblioteca
È stata istituita nel 1870, per volontà di Giovanni Vico da Acqui, che iniziò a raccogliere una serie di opere su Raffaello, per costituire un Fondo Raffaellesco. Negli anni successivi seguirono i lasciti di numerosi accademici e studiosi urbinati e non, che arricchirono la biblioteca di testi sul Rinascimento, la storia dell'arte in generale, sull'arte contemporanea e sulla storia locale; tra questi vi è anche il fondo dell'incisore Carlo Ceci. Ebbe come prima sede il Palazzo Ducale, poi dal 1873 si trasferì al secondo piano di Casa Santi, poi tra gli anni cinquanta e sessanta del XX secolo al piano terra dello stesso edificio. Infine nel 1992 si sistemò nell'odierna collocazione, al piano terra di palazzo Viviani, quando ricevette lo status dalla Regione di biblioteca d'interesse locale. Dal 1998 è aperta al pubblico. Occupa uno spazio di 210 mq su due piani, con dieci posti.
Comprende un patrimonio di circa 18.000 volumi, un'emeroteca da 150 testate (di cui solo 20 ancora attive), un archivio, una raccolta d'incisioni moderne oltre ad altre tratte da opere di Raffaello, risalenti dal periodo tra il XVII ed il XIX secolo.

## Presidenti
| Presidenti                   | Periodo     | Note  |
| ---------------------------- | ----------- | ----- |
| Pompeo Gherardi              | 1869 - 1877 |       |
| Giuseppe Fiocchi Nicolai     | 1877 - 1913 |       |
| Luigi Renzetti               | 1915 - 1945 |       |
| Vincenzo Maria Petrangolini  | 1946 - 1961 |       |
| Carlo Bo                     | 1962 - 1969 |       |
| Francesco Carnevali          | 1970 - 1985 |       |
| Nino Baldeschi               | 1985 - 2000 |       |
| Gaetano Savoldelli Pedrocchi | 2001 - 2005 |       |
| Alessandro Santini           | 2005 - 2007 | [ 6 ] |
| Giorgio Cerboni Baiardi      | 2007 - 2016 |       |
| Luigi Bravi                  | dal 2016    | [ 7 ] |